# Otto Polak-Hellwig
Otto Rudolf Polak Hellwig (Viena, 24 de mayo de 1885-Sídney, 26 de diciembre de 1958) fue un arquitecto austríaco.

## Biografía
Su padre fue Rudolf Pollak, arquitecto de la corte. Estudió en la Universidad Técnica de Viena y fue alumno de Friedrich Ohmann en la Academia de Bellas Artes de Viena, convirtiéndose en arquitecto en 1908. Comenzó su andadura en el mundo laboral trabajando en Viena para Moltheim Walcher en primer lugar y para Fellner & Helmer a continuación, y posteriormente se trasladó a Zagreb, donde trabajó para Viktor Kovacic.
En 1913 se convirtió en ingeniero jefe de la ciudad de Mödling, cargo que ocupó hasta 1915. En 1920 se unió a la Österreichischer Werkbund y publicó en diversas revistas sus inclinaciones con respecto a las nuevas viviendas. Entre sus proyectos más innovadores se encontraba el del rediseño de las cocinas, asumiendo el cambio de rol de las mujeres en la sociedad, de lo que deriva la frase “la mujer nueva – el nuevo apartamento”.
Trabajó en su país hasta 1939, momento en que tuvo que emigrar a Australia como consecuencia del advenimiento de la Segunda Guerra Mundial y el inicio de las persecuciones a los judíos, siendo él practicante de esta religión. En Sídney trabajó como arquitecto independiente, y colaboró en la ampliación de la vía férrea en Adelaida y Hobart.